# Edward Gorol

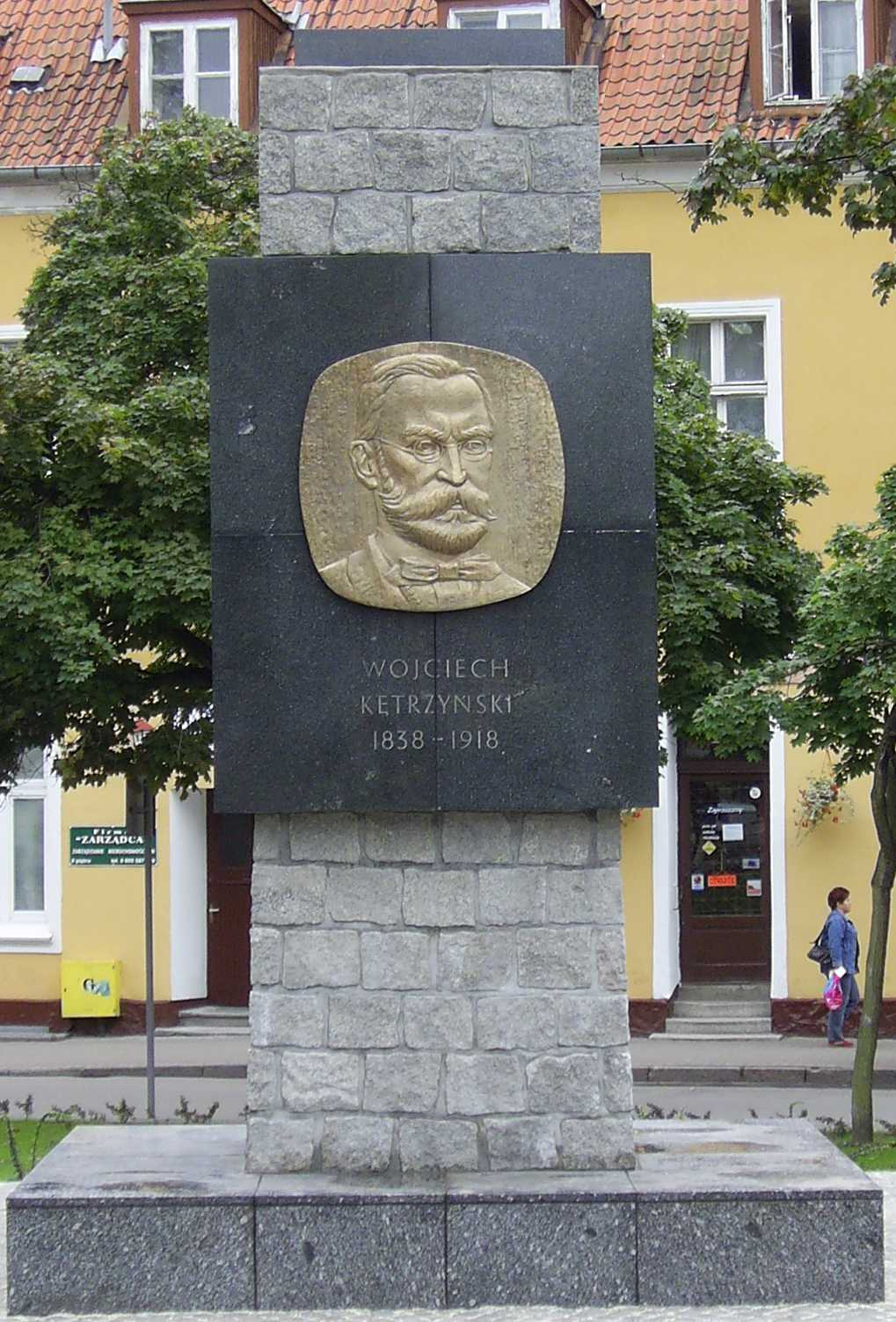
Pomnik Wojciecha Kętrzyńskiego autorstwa Edwarda Gorola w Kętrzynie

Edward Andrzej Gorol (ur. 23 lipca 1930 w Mikołowie, zm. 10 stycznia 2003 w Warszawie) – polski rzeźbiarz, medalier, twórca wielu polskich odznaczeń państwowych i wojskowych.
Jego matka Agnieszka była pianistką, podkładała tło muzyczne w niemym kinie. Dom od dziecka był przepełniony muzyką, stąd jego zamiłowanie do muzyki, której w późniejszych latach słuchał bardzo dużo podczas pracy. Gdy miał 9 lat, jego ojciec Fryderyk zaprowadził go do swojej pracy w fabryce, by ten zobaczył spust stali. Poznanie tego niezniszczalnego materiału, huku młotów i lecących iskier było początkiem jego twórczości związanego z tym właśnie stopem żelaza.
Od dziecka posiadał zdolność rysowania, dlatego w 1947 (po ukończeniu szkoły podstawowej) poszedł do Liceum Sztuk Plastycznych w Katowicach. Po liceum rozpoczął studia artystyczne w Krakowie u prof. Ksawerego Dunikowskiego, które następnie ukończył w Warszawie w 1954 r. na Wydziale Rzeźby uzyskując dyplom u prof. Józefa Aümillera za prace medalierskie w 1955. Po ukończeniu studiów do 1959 był organizatorem a następnie kustoszem Muzeum Numizmatycznego w Mennicy Państwowej w Warszawie. Był to również okres, który zaowocował dla niego zdobyciem wielu nagród za projekty odznaczeń państwowych oraz order przyznawany przez dzieci – Order Uśmiechu. W latach 1960–1968 prowadził pracownię rzeźby w Katedrze Rysunków, Malarstwa i Rzeźby na Wydziale Architektury Politechniki Warszawskiej. Wiele jego prac dotyczyły Wojska i Armii, wykonując szereg rzeźb i płaskorzeźb, tablic pamiątkowych i pomników nagrobnych na cmentarzach żołnierzy poległych podczas kampanii wrześniowej w 1939 roku i w czasie powstania warszawskiego. Jego dorobek medalierski liczy nawet ponad 1000 prac. Jego prace obecnie znajdują się w ponad 70 muzeach w kraju i za granicą. Był wiceprezesem oraz działał społecznie w Okręgu Warszawskim Związku Polskich Artystów Plastyków.
Swoje prace najczęściej sygnował odwróconą literą E i literą G.
Zmarł w Warszawie w 2003. Został pochowany na Cmentarzu Wojskowym na Powązkach w Warszawie (kwatera I urnowa-15-11).

## Twórczość
Medale i odznaczenia zaprojektowane przez Edwarda Gorola
- Order Virtuti Militari współczesna wersja
- Order Orła Białego współczesna wersja
- Order Zasługi RP współczesna wersja
- Order Odrodzenia Polski współczesna wersja
- Order Uśmiechu
- Krzyż Walecznych współczesna wersja
- Warszawski Krzyż Powstańczy
- Krzyż Oświęcimski
- Krzyż Bitwy pod Lenino
- Medal Za udział w wojnie obronnej 1939
- Krzyż Czynu Bojowego Polskich Sił Zbrojnych na Zachodzie
- Krzyż Batalionów Chłopskich
- Medal Rodła
- Krzyż Armii Krajowej współczesna wersja
- Krzyż Narodowego Czynu Zbrojnego współczesna wersja
- Krzyż „Za Zasługi dla ZHP” współczesna wersja
- Medal 40-lecia Polski Ludowej

Rzeźby i pomniki

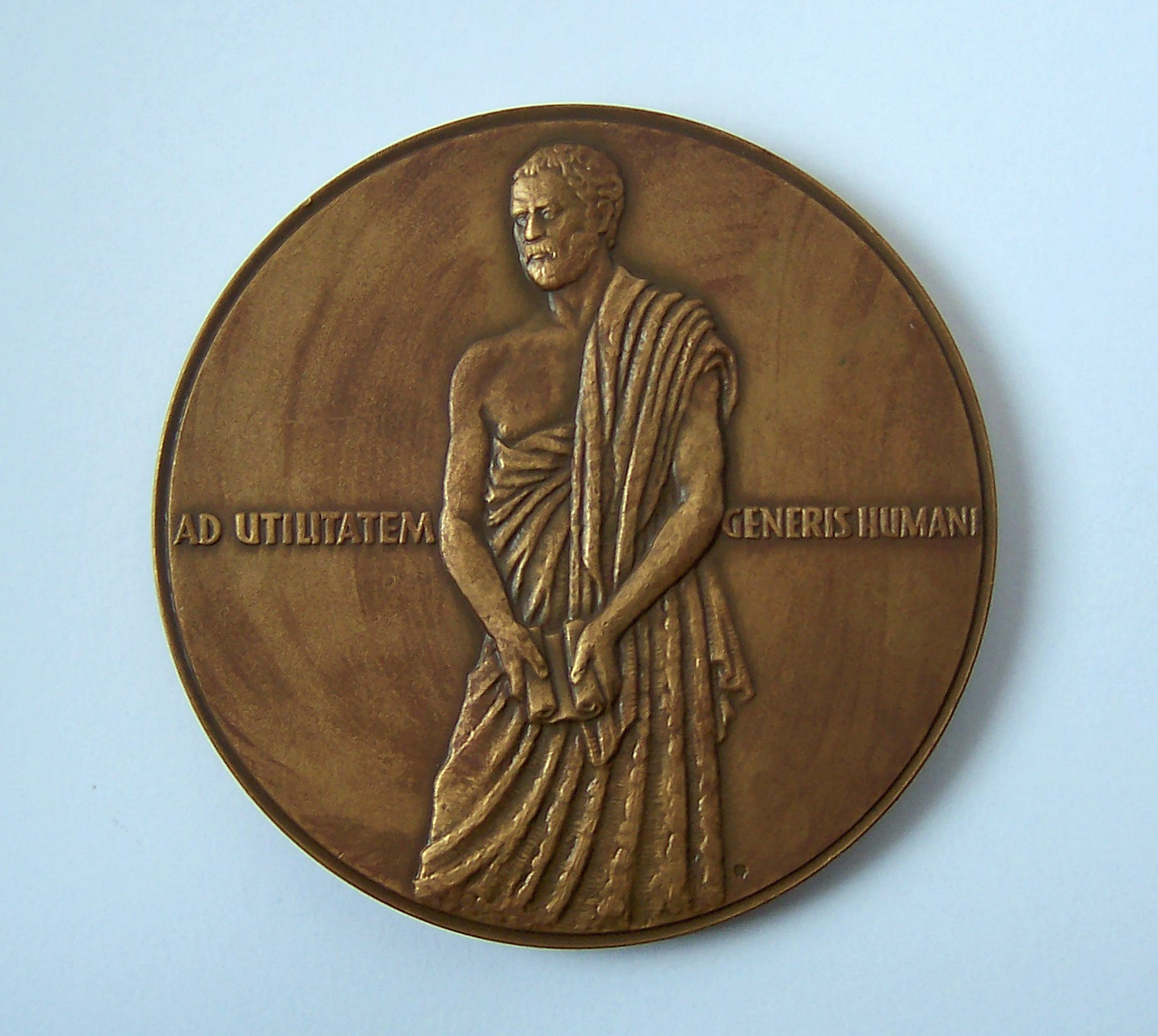
Medal na 500-lecie śmierci Grzegorza z Sanoka

- Pomnik Wojciecha Kętrzyńskiego w Kętrzynie
- wizerunek Stefana Starzyńskiego na tablicy umieszczonej na budynku SGH przy ul. Rakowieckiej 24 w Warszawie[5]

Inne
- Medal Polskiego Związku Badmintona
- Medal Gloria Medicinae (z wizerunkiem Józefa Strusia (1510-1566), wybitnego lekarza z XVI w.)
- Medal pamiątkowy z podobizną Grzegorza z Sanoka (1406-1477), z okazji obchodów 500. rocznicy śmierci, wytłoczony przez Mennicę Państwową w liczbie 500 egzemplarzy[6][7]
- Medal wydany z okazji 150-lecia fabryki Autosan w Sanoku 1832-1982 (projekt wspólnie z Piotrem Gorolem)[8]
- Medal Józef Mianowski[9]
- Medal "Muzeum im. Przypkowskich[9]
- Medal "Międzynarodowy Kongres Historyków" z 1965 r.[9]
- Medal "Józef Kostrzewski"[9]
- Medal "Mistrzostwa Armii Zaprzyjaźnionych"[9]
- Medal "XX-Lecie KBW"
- Medal "50- lecie Politechniki Warszawskiej"[9]
- Medal "750 Lat Częstochowy"[9]
- Medal "150-Lecie Towarzystwa Rolniczo Hrubieszowskiego"[9]
- Medal "Fryderyk Chopin"[9]
- Medal "150-Lecie Ogrodu Botanicznego"[9]
- Medal "Adam Grzymała Siedlecki"[9]
- Medal "50-Lecie Stowarzyszenia Elektryków Polskich"[9]
- Medal "Jędrzej Śniadecki"[9]
- Medal "VI Congressus Internationalis Bibliophilorum – Jędrzejów"[9]
- Medal "Ogólnopolska Wystawa Łowiecka w 25 lecie PRL"[9]
- Medal "Ogólnopolska Wystawa Psów Ras Myśliwskich"[9]
- Medal "XXV Lat Manifestu Lipcowego"[9]
- Medal "W 60 Rocznice Oddziału PTTK w Chełmie"[9]
- Medal "Technikum Ekonomiczne im. Ludwika Krzywickiego"[9]
- Medal "Międzypaństwowe Zawody LOK"[9]
- Medal "XXV Lecie Wojska Ochrony Wewnętrznej"[9]
- Medal "XXV lat Wojsk Ochrony Pogranicza"[9]
- Medal "Uniwersytet Wrocławski"[9]
- Medal "Trzechsetna Rocznica Śmierci Samuela Przypkowskiego"[9]
- Medal "XX-Lecie Instytutu Hematologii"[9]
- Medal "Wojskowa Akademia Polityczna Im. F. Dzierżyńskiego"[9]
- Medal "Dziecku Urodzonemu w Mieście PKWN"[9]
- Medal "Centralny Zespół Artystyczny Wojska Polskiego"[8]
- Medal "Zamek Królewski Warszawie" – Ofiarodawcy 1971[9]
- Medal "Młodzieżowe Zawody Przyjaźni Krajów Socjalistycznych Dwuboju Zimowym"[9]
- Medal "Rada Ochrony Pomników Walki i Męczeństwa"[9]
- Medal "Za Zasługi w Ochronie Granic PRL"[9]
- Medal "Sejmik Generalny w Grudziądzu"[9]
- Medal "Przyjaciel Szkoły"[9]
- Medal "Za Zasługi Dla Pomorskiego Okręgu Wojskowego"[9]
- Medal "Władysław Biegański 1857-1917"[9]
- Medal "DDR-PRL-Freundschaft – Przyjaźń 1972"[9]
- Medal "Mikołaj Rej – Ojciec Literatury Polskiej"[9]
- Medal "Dr Tytus Chałubiński 1820-1889"[9]
- Medal "Feliks Przypkowski – W Setną Rocznice Urodzin Założyciela Muzeum" – 1872-1951[8][9]
- Medal "W 50 Rocznicę Powstania ZSRR"[9]
- Medal "Feliks Dzierżyński 1877-1926"[9]
- Medal "Mistrzostwa Armii Zaprzyjaźnionych- W Piłce Ręcznej"[9]
- Medal "Mistrzostwa Armii Zaprzyjaźnionych- W Strzelaniu"[9]
- Medal "Głowa Żołnierza – Medal Nagrodowy"[9]
- Medal "II Ogólnopolski Festiwal Młodych Skrzypków" – Warszawa 1973[9]
- Medal "XXV Lat Wojskowego Biura Studiów i Projektów Budowlanych"[9]
- Medal "Za Zasługi w Organizacji Obchodów w 500 Lecie Mikołaja Kopernika"[9]
- Medal "XXX lecie Ludowego Wojska Polskiego – Spartakiada 1973"[9]
- Medal "Marcel Nowotko 1893-1942"[9]
- Medal "Tarchomin – Polfa 1823-1973"[9]
- Medal "50-Lat Polskich Organizacji Filatelistycznych Ziemi Bydgoskiej"[9]
- Medal "Absolwentom Wyższej Szkoły Oficerskiej 1973"[9]
- Medal "III Krajowa Konferencja Filatelistyczna “MUSICALIANA” Bydgoszcz"[9]